# 47-ма мотострілецька дивізія (РФ)
47-ма мотострілецька дивізія (47 мсд) — тактичне з'єднання Сухопутних військ Російської Федерації. Знаходиться у складі 18-ї загальновійськової армії.

## Історія
Спочатку сформовано у 2016 році як 47-ма дивізія територіальної оборони в Криму. 47-я дто призначалася для комплектування її елементів резервістами. Призначенням з'єднання називалася охорона стратегічних об'єктів, боротьба з диверсантами, ліквідація наслідків стихійних лих і катастроф. Чисельність мирного часу знижена до кількох тисяч осіб. Один батальйон дивізії перекидався авіацією на навчання «Кавказ-2016».
У 2022 році переформована в мотострілецьку дивізію. Ядро дивізії склали три мотострілецькі полки: 1152-й, 1153-й і 1154-й.
Особовий склад був поповнений в основному за рахунок мобілізованих у Криму та Севастополі. У регіоні ж відбувалося й збивання з'єднання. Глави Криму та Севастополя С. Аксьонов та М. Розвожаєв висловилися про шефство над з'єднанням. Уряд Севастополя ухвалив рішення про виплату кожному мобілізованому в регіоні 200 тисяч рублів. Про аналогічні заходи підтримки оголосили в Республіці Крим. На урочистому шикуванні дивізії виступив командувач Чорноморським флотом В. Соколов.
У 2023 році підрозділи 47-ї мотострілецької дивізії були задіяні в боях у Херсонській та Запорізькій областях. 1152-й мсп надавався 810-й обрмп у Запорізькій області. 1153-й мсп діяв у Херсонській області. У грудні 2023 року 47-та мотострілецька дивізія спільно з 328-м та 337-м полками 104-ї гвардійської десантно-штурмової дивізії та приватною військовою компанією «Конвой» вели наступ на український плацдарм у селі Кринки.

## Склад
- 1152-й мотострілецький полк (в/ч 29542)[1]
- 1153-й мотострілецький полк (в/ч 29543)[1]
- 1154-й мотострілецький полк (в/ч 29544)[1]